# Sinking Island
Sinking Island - Un'indagine di Jack Norm, conosciuto semplicemente come Sinking Island, è un videogioco di tipo avventura grafica del 2007 ideata da Benoît Sokal, autore con all'attivo altre avventure grafiche di grande successo, come Amerzone e la saga di Syberia (Syberia - L'avventura di Kate Walker, Syberia II, Syberia III e Syberia: The World Before).

## Caratteristiche
Sinking Island è un classico punta e clicca con la prospettiva in terza persona. La grafica è in 3D e segue il filone creato da Sokal nelle sue avventure precedenti, caratterizzato da disegni di sfondo molto accurati e dall'atmosfera misteriosa.
Propone due modalità di gioco:
- Avventura: modalità classica, l'avventura procederà solo dopo aver risolto determinati enigmi.
- Corsa contro il tempo: il giocatore deve risolvere il caso entro tre giorni e con il passare del tempo i sospettati si innervosiscono sempre di più.

## Trama
Il gioco inizia con l'arrivo dell'investigatore della polizia Jack Norm sull'isola di Sagorah, nell'arcipelago delle Maladive, dove è stata denunciata la morte di Walter Jones. Walter Jones era un imprenditore americano multimiliardario che ha fatto erigere sull'isola un hotel di lusso (la Torre di Sagorah), non ancora completato. Al suo arrivo Jack Norm spera di trovarsi di fronte ad una morte accidentale o ad un suicidio, ma le sue aspettative saranno disattese.
Jack trova ad accoglierlo Hubert de Nolent, avvocato della vittima, il quale lo accompagna ad esaminare la vittima sulla spiaggia del Belvedere della Tartaruga. L'avvocato spiega a Jack che sull'isola sono presenti i tre nipoti della vittima (Sonia, Billy e Marco Jones) con i rispettivi partner (Martin, Clara e Cristina), l'architetto della torre (Lorenzo Battaglieri) e l'indigeno Kolio Juhmu con la figlia muta Baina. Hubert de Nolent racconta che la morte di Walter Jones non è stato né un incidente né un suicidio, perché lui ha assistito alla scena dalla finestra della biblioteca, ed è sicuro di aver visto Baina e Walter Jones che litigavano vicino alla scogliera e che Baina aveva spinto la sedia a rotelle del vecchio Jones contro una roccia, dove Walter aveva sbattuto violentemente la testa. Così l'avvocato era corso giù per soccorrere Walter, ma non aveva potuto far niente perché la tempesta e la mareggiata che si stavano abbattendo sull'isola avevano fatto cadere Walter Jones dalla scogliera sulla spiaggia sottostante, dove non era possibile scendere con il buio e quelle condizioni atmosferiche.
Dopo i primi interrogatori tutti i residenti dell'isola sembrano avere un alibi, compresi Kolio e Baina che sostengono di aver passato tutta la sera insieme nella loro capanna.
È subito evidente però che qualcosa non quadra. L'alibi di Baina è il primo a crollare e tutti i sospetti cadono su di lei che avrebbe potuto uccidere per vendicare l'incidente che l'aveva resa muta e paralizzato lo stesso Walter Jones (che lo aveva causato), oppure per evitare il suo matrimonio con la vittima, che aveva chiesto e ottenuto la mano della giovane indigena da suo padre Kolio.
Baina viene però scagionata dall'autopsia del medico legale del giorno successivo. Infatti il rapporto autoptico sostiene che Walter Jones non è morto né per il trauma cranico né per la caduta, ma per un colpo di fucile che è stato sparato dalla finestra della biblioteca, da ben 200 metri di distanza. Questo sposta i sospetti sull'avvocato de Nolent, che avrebbe potuto uccidere Walter Jones perché era stato ricattato da quest'ultimo.
Nel frattempo, col passare delle ore, le condizioni atmosferiche peggiorano. L'arcipelago viene colpito da un uragano di intensità straordinaria, l'isola viene inondata dalla marea e la torre comincia a creparsi pericolosamente a causa delle fondamenta non abbastanza solide.
Quando le prove sembrano schiacciare de Nolent, questi rivela a Jack di conoscere il nome dell'assassino, ma che glielo rivelerà solo la mattina successiva perché deve controllare alcuni dettagli. Colpo di scena: l'indomani mattina Jack trova Hubert de Nolent morto, riverso sulla sua scrivania in biblioteca. È subito evidente che è stato inscenato un suicidio, ma in modo grossolano, in quanto la pistola nella mano dell'avvocato non presenta impronte sul grilletto.
Con il ritrovamento di alcuni documenti segreti di Walter Jones, la situazione comincia a chiarirsi. Marco Jones, già disturbato dall'idea di essere diseredato a causa dell'imminente matrimonio tra Walter e Baina, aveva appena scoperto che Walter non era suo nonno, bensì suo padre. Walter aveva approfittato dell'assenza di suo figlio Edouard per stuprare e ingravidare la nuora Isabella, madre di Marco, Sonia e Billy. Inoltre lo stesso Walter aveva causato la morte del figlio Edouard, sabotando il suo jet privato.
Il ritrovamento di un involucro di un preservativo fa crollare l'alibi di Marco, che al momento del delitto non era nella sua stanza in compagnia della sua fidanzata, come aveva sostenuto. Cristina in quel momento era nella stanza di Martin e lo stava tradendo. Marco aveva seguito l'avvocato nella biblioteca senza farsi notare. Quando Hubert era sceso per soccorrere il vecchio Walter dopo aver assistito al suo litigio con Baina, Marco aveva preso un fucile da caccia di Walter e gli aveva sparato. La tempesta e i tuoni avevano coperto il rumore dello sparo. Il fucile non portava le sue impronte perché Marco indossava dei guanti, i quali però si erano macchiato dell'olio di lino che Walter usava per lucidare i suoi fucili.
Alla fine, quando Jack Norm si reca nello studio di Lorenzo Battaglieri per arrestare Marco, quest'ultimo lo minaccia con una pistola, ma un cedimento della torre che ormai sta per affondare lo fa cadere dal parapetto. Jack Norm e gli altri residenti della torre evacuano l'isola grazie ad una mongolfiera e durante il volo Jack racconta a tutti come è arrivato a risolvere il caso.

## Doppiaggio
Il doppiaggio italiano, localizzato da Simone Cicconi, è stato notevolmente criticato dai fan della serie e nelle recensioni di vari siti di videogiochi, che l'hanno definito non all'altezza di quelli delle precedenti avventure di Benoît Sokal.

## Interfaccia
Il gioco può essere gestito interamente con il mouse. Il puntatore cambia aspetto quando viene spostato su un oggetto interattivo. 
Come in ogni avventura, c'è un inventario in cui vengono depositati gli oggetti raccolti, i quali non possono essere combinati con altri oggetti dell'inventario, ma possono servire in alcune situazioni del gioco.
Il giocatore è assistito durante tutto il gioco da un computer che immagazzina le prove raccolte, memorizza le dichiarazioni principali dei sospetti e fornisce la loro posizione aggiornata in ogni momento. Il computer può essere usato anche per confrontare due prove tra loro, come le impronte digitali.

## I personaggi
- Jack Norm - È l'unico personaggio controllato dal giocatore, un investigatore di polizia incaricato del caso Walter Jones.
- Walter Jones - È la vittima, un imprenditore americano multimiliardario proprietario della Torre di Sagorah. Dopo essere rimasto paralizzato a causa di un incidente, ha invitato i suoi nipoti alla torre per diseredarli. Stava per sposare la giovane Baina.
- Hubert de Nolent - È l'avvocato di Walter Jones, ma viene ucciso nel corso dell'avventura da Marco, l'assassino, mentre si trova nella biblioteca.
- Lorenzo Battaglieri - È l'architetto. Fu incaricato da Walter Jones di progettare e seguire i lavori di costruzione della Torre, nella quale ha il suo ufficio al ventiquattresimo ed ultimo piano. È inoltre innamorato di Baina.
- Marco Jones - È un nipote di Walter Jones. Politico e fidanzato di Cristina, si rivelerà essere il colpevole al termine dell'avventura grafica.
- Cristina - È la bella e intrigante fidanzata russa di Marco.
- Sonia Jones - È la nipote di Walter Jones e moglie di Martin.
- Martin - È un editore, marito di Sonia.
- Billy Jones - È un nipote di Walter Jones, un giocatore d'azzardo indebitato e alcolista. È inoltre il marito di Clara.
- Clara - È la moglie di Billy.
- Kolio Juhmu - È un indigeno dell'isola, padre di Baina.
- Baina Juhmu - È un'indigena dell'isola, figlia di Kolio e promessa sposa di Walter Jones. È rimasta muta a causa di un incidente.